# الوعاضلة
قرية الوعاضلة هي إحدى القرى التابعة لمركز صدفا في محافظة أسيوط في جمهورية مصر العربية. حسب إحصاءات سنة 2006، بلغ إجمالي السكان في الوعاضلة 3474 نسمة، منهم 1754 رجل و1720 امرأة.